# Programma Cultura 2007-2013
Il programma Cultura 2007-2013 è un programma di finanziamento europeo per le azioni comunitarie nel settore della cultura. Intende promuovere la mobilità degli artisti e delle loro opere, nonché progetti di cooperazione transnazionali, sostenendo il ruolo della cultura come fattore economico e come fattore di integrazione sociale. È stato concepito per sostenere lo sviluppo delle politiche in campo culturale e per promuovere valori culturali condivisi, al fine di accrescere un comune patrimonio culturale europeo.

## Obiettivi
L'obiettivo generale del programma Cultura è, come nei precedenti programmi culturali, la valorizzazione di uno spazio culturale comune agli europei con lo scopo di favorire l'emergere di una cittadinanza europea.
La cultura rappresenta una sfera d'intervento relativamente recente per l'Unione europea (UE), almeno sotto il profilo giuridico: il suo fondamento normativo è stato introdotto nel 1992 con il trattato di Maastricht. Quest'azione punta pertanto a favorire e sostenere la cooperazione con l'Europa, al fine di promuovere un patrimonio culturale europeo comune. L'obiettivo principale del programma Cultura 2007-2013 consiste nella promozione di uno spazio culturale europeo, fondato su un comune patrimonio culturale, attraverso attività di cooperazione tra gli operatori culturali dei paesi partecipanti al programma, con l'intento di incoraggiare la creazione di una cittadinanza Europea.
Gli obiettivi specifici del programma sono i seguenti:

- incentivare la mobilità transnazionale degli operatori in campo culturale

- sostenere la circolazione transnazionale di opere e beni artistici e culturali

- promuovere il dialogo interculturale

## Settori
Le organizzazioni culturali possono ricevere sostegno per progetti finalizzati a forme di cooperazione transnazionale al fine di creare e implementare attività artistiche e culturali. Questo settore si rivolge a enti, quali teatri, musei, associazioni professionali, centri di ricerca, università, istituti culturali e autorità pubbliche, provenienti da paesi diversi fra quelli ammessi al programma, al fine di accrescere la cooperazione fra diversi
settori e ampliare il loro campo d'azione culturale e artistico oltre i confini nazionali.
- Settore 1.1: progetti di cooperazione pluriennali (durata non inferiore a 36 mesi e non superiore a 60 mesi)

- Settore 1.2.1: progetti di cooperazione (durata non superiore a 24 mesi)

- Settore 1.2.2: progetti di traduzione letteraria (durata non superiore a 24 mesi)

- Settore 1.3.5: progetti di cooperazione con i paesi terzi (durata non superiore a 24 mesi)

- Settore 1.3.6: sostegno a festival culturali europei

- Settore 2: sostegno a organizzazioni attive a livello europeo nel campo della cultura

- Settore 3: sostegno ai lavori d'analisi, nonché alla raccolta e alla diffusione dell'informazione e ad attività che ottimizzano l'impatto dei progetti nel campo della cooperazione culturale

- Settore 3.2: progetti di cooperazione tra organizzazioni coinvolte in analisi delle politiche culturali
Temi annuali europei

Il programma si propone di creare dei legami con le attività inerenti ai temi scelti ogni anno dall'Unione Europea.

2010: Anno europeo della lotta alla povertà e all'esclusione sociale

2011: Anno europeo del volontariato

## Chi gestisce il programma
Commissione europea
La direzione generale dell'Istruzione e della cultura della Commissione europea (DG EAC) è responsabile del programma e ne gestisce direttamente alcune attività. La responsabilità per molte attività, comunque, è delegata all'Agenzia esecutiva per l'istruzione, gli audiovisivi e la cultura, con sede a Bruxelles, che opera sotto la supervisione della DG EAC. Rientrano nel Programma le seguenti attività:
- sostegno alle capitali europee della cultura

- assegnazione di premi europei nel campo della cultura

- sostegno alla cooperazione con organizzazioni internazionali

- azioni speciali

- sostegno alla raccolta e diffusione d'informazioni e all'ottimizzazione dei prodotti di progetti nel campo della cooperazione culturale
Agenzia esecutiva
Tutte le altre attività del programma elencate qui di seguito sono svolte dall'Agenzia esecutiva:
- progetti di cooperazione pluriennale

- progetti di cooperazione

- progetti di traduzione letteraria

- progetti di cooperazione con paesi terzi

- sostegno a festival culturali europei

- sostegno a organizzazioni attive a livello europeo nel campo della cultura

- sostegno ai punti di contatto Cultura

- sostegno ai lavori d'analisi nel campo della cooperazione culturale

- progetti di cooperazione tra organizzazioni coinvolte in analisi delle politiche culturali
Punti di contatto Cultura
In tutti i paesi partecipanti al Programma sono stati creati Punti di Contatto Cultura allo scopo di offrire concreta assistenza e gli orientamenti necessari ai soggetti che vogliano presentare domanda. I punti di contatto sono responsabili per la promozione del Programma e dell'agevolazione dell'accesso allo stesso, in modo da assicurare una diffusione ampia e mirata d'informazioni pratiche circa la realizzazione, le attività e le possibilità
di finanziamento. Finanziati sia dal programma Cultura che da ciascun paese partecipante al programma, i punti di contatto assistono inoltre i promotori dei progetti nelle loro attività di diffusione.

## Paesi partecipanti
Ai fini dell'ammissibilità, è necessario che il candidato abbia sede legale in uno dei paesi partecipanti al programma. I paesi partecipanti al programma sono:
- gli Stati membri dell'Unione europea
- i paesi del SEE (Islanda, Liechtenstein, Norvegia)
- i paesi nel periodo candidati all'adesione all'Unione europea (Croazia, Turchia, Macedonia, Serbia e Montenegro)

## Elenco dei Progetti proposti per il finanziamento
| N°  | Nazione | Nome dell'Organizzazione Richiedente                           | Titolo | Co - Organizzatori |
| --- | ------- | -------------------------------------------------------------- | --- | --- |
| 1   | FR      | Asso. pour la Création et la Rech. sur les Outils d'Expression | European Art Science and Technology Network | Cardiff Metropolitan University, UK Institut d'Arquitectura Avançada de Catalunya, ES Institut Polytechnique de Grenoble, FR Ionian University, GR Zentrum für Kunst und Medientechnologie, DE |
| 2   | BE      | Festival van Vlaanderen International Brussel-Europa vzw       | MusMA Masters on Air: European Broadcasting Festival | Associazione EMILIA ROMAGNA FESTIVAL, IT Festival de Wallonie ASBL , BE Festival Ljubljana, SI JugoKoncert, Ustanova za Muzicko-Schensk, RS Międzynarodowy Festiwal Wratislavia Cantans, PL Sevda-Cenap and Music Foundation, TR |
| 3   | DE      | Stiftung Springhornhof                                         | European LandArt Network | Arte Sella, IT Centrum Rzezby Polskiej, PL Fundacion NMAC, ES Yorkshire Sculpture Park, UK |
| 4   | DK      | GAIA Museum Outsider Art                                       | Outreach Europe | AEOLIS Cultural Development Society of Lesvos Island, GR Elderberry Ab, SE South London & Maudsley NHS Foundation Trust, UK |
| 5   | NL      | Stichting Instituut voor Kunst en Cultuur                      | October Children's Month | Foundation Riga 2014, LV Ikertze, NL WerkStadt Kulturverein Berlin e.V., DE |
| 6   | IT      | Comitato Provinciale Arcigay Il Cassero                        | Performing Gender | Domino, HR Paso a 2 Plataforma Coreográfica Asociación Cultural, ES Stichting Nederlandse Dansdagen (Dutch Dance Festival), NL |
| 7   | FR      | European Theatre Convention                                    | The Art of Ageing | Badisches Staatstheater Karlsruhe, DE Deutsches Theater Berlin, DE European Theatre Convention, DE Gavella Drama Theatre, HR Mihai Eminescu, Timisoara National Theatre, RO National Theatre “Marin Sorescu” Craiova, RO Nottingham Playhouse Trust Limited, UK Staatstheater Braunschweig, DE Theater und Orchester Heidelberg, DE                                                                  |
| 8   | PT      | OCUBO CRIATIVO ACTIVIDADES ARTISTICAS E LITERÁRIAS, lda        | SPECTRUM - Light Interaction in Public Spaces | Forum Ljubljana, Institute for Art and Cultural Production, SI LICHT Hamburg c/o Studio Bettina Pelz, DE Make Art, biedrība, LV MTÜ Valgusfestival, EE |
| 9   | IT      | Museo dei Bambini Società Cooperativa Sociale Onlus            | WEAVING EUROPE: ARTEFACTS, VALUES & EXCHANGES Cycles of cultural events and ateliers to discover Culture and Art through Textiles and Fibre Artefacts in Europe | Stichting Waag Society, NL сдружение Арт Ленд , BG |
| 10  | FR      | MAISON DE LA DANSE                                             | EUROPEAN VIDEO DANCE HERITAGE | ASSOCIACAO VO'ARTE, PT Dachverband Tanz Deutschland e.V., DE FABRICA DE MOVIMENTOS, PT FUNDACION ALICIA ALONSO, ES IMZ – International Music + Media Centre, AT INSTYTUT MUZYKI I TAŃCA, PL |
| 11  | RO      | Transylvania Trust                                             | Celebrating European Cultural Intangible Heritage for Social Inclusion and Active Citizenship                                                                   | Institut du Patrimoine Wallon, BE Union REMPART, FR |
| 12  | DE      | Neue Schauspielhaus GmbH                                       | HUNGER FOR TRADE | Koninklijke Vlaamse Schouwburg S.O.N., BE Royal Exchange Theatre Company Limited, UK Teatrul Odeon, RO |
| 13  | UK      | Grampus Heritage & Training Limited                            | Engaging Volunteers in European Heritage Discovery | Bildungshaus Heideland HVHS im Landkreis Delitzsch e.V., DE Ipeľ-Eko spol. s r.o., SK Náttúrustofa Vestfjarða, IS Pamukkale University, TR Satul Verde Association, RO |
| 14  | IT      | Roma Capitale                                                  | FolkMus - Young musicians and old stories, folk music in musEUms and more                                                                                       | Associazione Culturale Archivio Aurunco, IT d'Orfeu Associação Cultural , PT Estonian Traditional Music Center - NGO, EE Fundació Fira d'espectacles d'arrel tradicional, Mediterrània, ES Zètema Progetto Cultura srl, IT ΠΕΡΙΦΕΡΕΙΑ ΝΟΤΙΟΥ ΑΙΓΑΙΟΥ, GR |
| 15  | BE      | Creatief Schrijven vzw                                         | Parol! writing and art beyond walls, beyond borders | Amaka NGO, GR ApsArt Centre for Theatre Research, RS Cascina Macondo, IT Fundacja Slawek, PL |
| 16  | UK      | North Music Trust                                              | Singing Cities | Adult Education Association of Music, NO BOZAR, BE Carl von Ossietzky University, DE Culture Department of the Municipality of Namsos, NO Institute of Education / University of London, UK Radialsystem V, DE The Aarya Foundation, UK |
| 17  | NL      | Leiden University Centre for Arts in Society                   | WeCurate | Fondazione Palazzo Strozzi, IT Framer Framed Foundation, NL Fundacja Mediations Biennale, PL Lawyers for the Arts e.V., DE SPACE, SK |
| 18  | DE      | Kulturreferat der Landeshauptstadt München                     | what's the deal? | Centre for Urban Culture Kino Šiška, SI Kunstzentrat e.V., DE Schmiede Hallein - Verein zur Förderung der digitalen Kultur, AT Stichting Lokaalmondiaal, NL |
| 19  | ES      | Basurama                                                       | Urban Cooks Platform. Bottom-up urban planning | Association Mikser, RS Institut za sociološki i političko-pravni istražuvanja- Skopje, MK* |
| 20  | RO      | Gabriela Tudor Foundation                                      | E-Motional: rethinking dance | Association of Professional Contemporary Dance Choreographers, LV Fábrica de Movimentos Associação Cultural, PT “George Apostu” Cultural Centre, Bacau, RO |
| 21  | UK      | Chapter (Cardiff) Ltd                                          | Dance Roads Open Process | Associazione Culturale Mosaico, IT Glob Théâtre, FR Theaterwekplaats Generale Oost, NL |
| 22  | DK      | Københavns Internationale Teater                               | [Circus] work ahead! | CIRCa, Pôle national des arts du cirque, FR Les Halles de Schaerbeek asbl, BE Zahrada, o.p.s, CZ |
| 23  | BE      | Toneelhuis S.O.N.                                              | Van den vos (About Reynard the Fox) | Berliner Festspiele / Foreign Affairs, DE Kaaitheater, BE Le Phénix - Scène nationale de Valenciennes, FR Operadagen Rotterdam / Stichting Opera Rotterdam, NL Stadsschouwburg Amsterdam, NL Stichting Theaterfestival Boulevard, NL Wiener Festwochen GesmbH, AT |
| 24  | PT      | Catholic University of Portugal - FCH                          | CULTURE @ WORK | Centre national de littérature / Lëtzebuerger - Literaturarchiv, LU Museu d'Art Contemporani de Barcelona, ES University of Copenhagen, DK |
| 25  | FR      | Centre National de Recherche Scientifique                      | Archéologie et Cultures de l'Âge du Fer en Europe | Archaeological Museum Zagreb, HR Museu d'Arqueologia de Catalunya, ES Site archéologique Lattara – Musée Henri Prades de Montpellier, FR |
| 26  | SE      | Museum of Work                                                 | Work with Sounds | La Fonderie. Musée bruxellois de l'industrie et du travail, BE LWL-Industriemuseum, DE Museum of Municipal Engineering in Krakow, PL Technical museum of Slovenia, SI The Finnish Labour Museum Werstas, FI |
| 27  | UK      | Fotogallery Wales Limited                                      | European Prospects | Fotosommer Stuttgart e.V., DE Photographie Au Château d'Eau , FR Union of Lithuanian Art Photographers, Kaunas Department, LT |
| 28  | UK      | Institute of International Visual Arts                         | Singular States | Casco- Office for Art, Design and Theory, NL The Swedish Arts Grant Committee, SE |
| 29  | ES      | Centre de Cultura Contemporània de Barcelona. Casa de Caritat  | EUROPE CITY | Museum of Architecture and Design, SI Suomen arkkitehtuurimuseo- ja tiedotuskeskussäätiö, FI The Architecture Foundation, UK |
| 30  | IT      | Med Associazione Culturale                                     | BAMBOO | Artsadmin, UK Centre Chorégraphique National de Rillieux-la-Pape, FR CYCLO Association, FR Dis-patch, RS STUK Kunstencentrum vzw, BE |
| 31  | DE      | theater: playstation e. V.                                     | European Ministry for Favorite Songs | altonale GmbH / theater altonale, DE Asociación Cultural Magpai Production Group., ES Associazione Cillartenatura e Cultura, Giuncugnano, IT Cooperativa Centro R.A.T., IT OFF teatro y cine S.L., ES Salomee Speelt, BE Stichting Traum-A , NL THEATER DON HIHOT , HR Vierhochdrei, AT |
| 32  | DE      | Dresdner Sinfoniker                                            | Dede Korkut | Anadolu Kültür, TR HELLERAU - Europäisches Zentrum der Künste Dresden, DE TAK Theater Liechtenstein, LI |
| 33  | IT      | Network European Music Operators - G.E.I.E.                    | EU-Play - L'unità d'EUropa attraverso la musica | QED PRODUCTIONS INC LTD, UK Stowarzyszenie Mieszkancow Ulicy Smolnej (Smolna Street), PL |
| 34  | UK      | Pavilion                                                       | Retreating Ahead: artistic and curatorial speculations | Contemporary Art Centre, Vilnius, LT Kunstverein Harburger Bahnhof, DE |
| 35  | SI      | Lutkovno gledališče Ljubljana                                  | European Puppetry Knowledge Exchange | Divadlo Drak a Mezinároní institut figurálního divadla o.p.s., CZ Eesti Riiklik Nukuteater (Estonian State Puppet Theatre), EE |
| 36  | FR      | ASSOCIATION LIBRE CULTURE                                      | VOIX VIVES de Méditerranée en Méditerranée - rencontres poétiques itinérantes                                                                                   | ASSOCIATION CIRCOLO DEI VIAGGIATORI NEL TEMPO , IT ASSOCIATION EL DORADO ACTIVISMO CULTURAL, ES |
| 37  | CZ      | Akademie Výtvarných Umění                                      | Close-up: creative tools for new criticism | - ARTTODAY, SK - ASOCIAŢIA TRANZIT.RO, RO - Lumen Photography Foundation, HU - REMONT – Independent Artistic Association, RS - Udrženje Kreativno Usmereno Rešavanje Situacije (KURS), RS |
| 38  | RO      | Centrul Cultural Judetean Calarasi                             | ITINERANCES, Migration des pensées, critique sociale et politique dans l'art de la marionnette                                                                  | Cie Une Poignée d'Images, FR Karromato o.s., CZ SPECTACLES CHARLES KLEINBERG, BE |
| 39  | IT      | NAZARENO SOCIETA' COOPERATIVA SOCIALE                          | IRREGULAR TALENTS | Oberösterreichische Landesmuseen, AT Stowarzyszenie Międzynarodowe Centrum Zarządzania Informacją, PL |
| 40  | LT      | Vilnius Academy of Arts                                        | Migrating Art Academies. DISPLACE | Allenheads Contemporary Arts, UK kim? Contemporary Art Centre, LV MTÜ Ptarmigan, EE Noarte Paese Museo, IT Top - Verein zur Förderung kultureller Praxis e.V., DE |
| 41  | UK      | Company of Angels                                              | THEATRE CAFÉ 2014-15 - a pan- European movement of plays for young audiences                                                                                    | De Toneelmakerij, NL GRIPS Theater , DE Imploding Fictions, NO |
| 42  | IE      | Leitrim County Council                                         | LOCIS European Artists in Residence Programme | Botkyrka Konsthall, SE Center of Contemporary Art “Sign of the Times”, PL |
| 43  | NO      | Bergen Academy of Art and Design                               | NE©XT2 - NEW EUROPEAN CREATIVE TALENT | European League of Institutes of the Arts, NL Porto Politecnico, School of Music and Performing Arts, PT Rundfunk Berlin-Brandenburg, DE Stichting Hogeschool voor de Kunsten Utrecht, NL Stichting ITs Festival Amsterdam, NL University of Art and Design Linz, AT University of Arts in Belgrade, RS University of Winchester, UK                                                                 |
| 44  | DE      | Gorilla Theater e. V.                                          | Should I stay or should I go? - A collective storytelling project                                                                                               | Combats Absurdes, FR Kulturno društvo Priden možic (Cultural Society Priden možic), SI Stockholms Improvisationstheater, SE Theater im Bahnhof, AT |
| 45  | ES      | SOCIEDAD MUNICIPAL ZARAGOZA CULTURAL S.A.                      | RECOVERY THE STREETS | artrmx e.V. , DE Association JUSTE ICI, FR Central Unit, HR MAIRIE DE TOULOUSE, FR |
| 46  | SE      | Circus Arts AB                                                 | TOQQORTUT - Circus Effects Network | AtempoCirc, ES Greenland National Theatre , DK Grenland Friteater , NO Salpaus Further Education, FI The Academy for Untamed Creativity, DK Vesturport Theater & Film, IS |
| 47  | DE      | TROIA GmbH                                                     | ENQuETE art - Experimental Nonpartisan Questioning of Enduring Technologies in Economy                                                                          | EPeKa - Scientific and Research association for Art etc., SI Fundacji na rzecz Collegium Polonicum w Słubicach, PL Resistance Studies Network Gothenburg University, SE |
| 48  | FR      | Office de l'Environnement de la Corse                          | Rando pour la Culture | Consell Insular de Mallorca, ES ΔΗΜΟΣ ΒΟΡΕΙΩΝ ΤΖΟΥΜΕΡΚΩΝ, GR |
| 49  | FR      | Dedale                                                         | ECLECTIS : European Citizens'Laboratory for Empowerment: CiTies Shared                                                                                          | EFAP - FEPA (European Forum for Architectural Policies), FR Expeditio, ME IDENSITAT ASSOCIACIÓ D'ART CONTEMPORANI, ES Kulturno društvo prostoRož, SI Stichting Waag Society, NL Transforma, PT |
| 50  | IE      | Assoc of Professional Dancers in Ireland Ltd t/a Dance Ireland | LÉIM - a toolkit for the next generation of dance multi-players                                                                                                 | Consorci Mercat de Les Flors / Centre de les arts de moviment, ES Dance House Lemesos LTD (Stegi Sygchronou Chorou Lemesou LTD), CY tanzhaus nrw e. V, DE |
| 51  | GR      | I Odysseia Politistikes Ekdiloseis                             | Heaven on Earth? | LaMov Compañía de Danza, ES Simya Arts, TR University of Plymouth, UK |
| 52  | IT      | EUFONIA società cooperativa                                    | WALLS-SEPARATE WORLDS | BABELMED cultural association , IT Consortium TEATRO PUBBLICO PUGLIESE, IT CYPRUS CENTRE OF THE INTERNATIONAL THEATRE INSTITUTE, CY INTERNATIONAL THEATRE INSTITUTE ITALY, IT INTERNATIONAL THEATRE INSTITUTE UNESCO, FR PERFORMANS ARAŞTIRMALARI DERNEĞİ, TR THEATRO TSI ZAKYNTHOS-EPAGGELMATIKI SKINI, GR UNIVERSITY OF SALENTO, IT UN VRAI BEAU GARS, FR                                          |
| 53  | LV      | New Theatre Institute of Latvia                                | Dance Moves Cities | Indisciplinarte, IT ROTUNDA Association (For Krakow Theatrical Reminiscenses), PL |
| 54  | FR      | LA TRANSPLANISPHERE                                            | Un Pays, des Peuples / One Land, Many Faces | Bildung und Integration e.V., DE Centre culturel Bruxelles Nord – Maison de la création asbl, BE INSTITUT FRANCAIS, FR ORTZAI Laboratorio, ES SÍN Arts and Culture Nonprofit Ltd., HU Volcano Theatre, UK |
| 55  | BE      | Lezarts Urbains                                                | Réseau Européen de Danse Urbaine | Banlieues d'Europe, FR Centre Chorégraphique National de Créteil - Compagnie Käfig, FR Danse Kapellet, DK Fondation Spin Off, NL Independence UK, UK URB Festival-Kiasma Teater-Kiasma Museum of Contempory Art, FI |
| 56  | SK      | Asociácia Divadelná Nitra                                      | Parallel Lives - 20th Century through the Eyes of Secret Police                                                                                                 | Dramacum, RO Národní divadlo – Opera, CZ Pre súčasnú operu, SK Staatsschauspiel Dresden, DE SZPUTNYIK Nonprofit Kft, HU |
| 57  | ES      | EDITORA OQO S.L.                                               | COCINA DE CUENTOS: EUROPA A LA CARTA | O Bichinho de Conto, PT Tako Tomask Klejna, PL |
| 58  | SE      | Cirkör AB                                                      | Circus Art Research & Exchange | Association Cahin-Caha, FR CIRCO AEREO RY, FI Cirk La Putyka, o.p.s, CZ Cirkus Xanti AS, NO Compagnie UN LOUP POUR L'HOMME, FR Nordic House, IS |
| 59  | DE      | Württembergischer Kunstverein Stuttgart                        | Politik der Form - Die Wiederentdeckung der Kunst als politische Imagination                                                                                    | Bergenstriennalen AS, NO Wiener Festwochen GesmbH, AT |
| 60  | DE      | Sommerblut Kulturfestival e.V.                                 | TABUROPA - An International Theatre Project | Kobalt Works vzw, BE PRAGA ASSOCIAÇÃO CULTURAL, PT Stowarzyszenie Praktyków Kultury, PL |
| 61  | FR      | Route des Villes d'Eaux du Massif Central                      | Sources of Culture: The Cafés of Europe | Bath & North East Somerset Council, UK Centre des Arts, FR City of Acqui Terme, IT Comune di Fiuggi, IT La Médiathèque Valery-Larbaud, FR Office de tourisme de Royat – Chamalières, FR Office du tourisme de Spa, BE Ourense City Council, ES Stadt Baden-Baden, DE The European Historic Thermal Towns Association, FR                                                                             |
| 62  | IT      | PAV snc di Claudia di Giacomo e Roberta Scaglione              | Fabulamundi. Playwriting Europe | La Escuadra Invencible S.L. - Off Limits, ES TEATRUL NAȚIONAL TÂRGU-MUREȘ, RO |
| 63  | AT      | ((superar)) - Verein zur Förderung des aktiven Musizierens,    | EL SISTEMA EUROPEAN DEVELOPMENT PROGRAMME | Bauern helfen Bauern – Bratunac, BA Comitato Nazionale per le Orchestre e I Cori Giovanili, IT Go-operate - Grenzüberschreitende Förderung des gemeinsamen, AT In Harmony Ltd, UK Mehmet Selim Baki Barış İçin Müzik Vakfı, TR Project Forum, SK |
| 64  | NL      | Trans Artists                                                  | Green Art Lab Alliance | Art Motile in collaboration with Interarts, ES Glasgow Live in collaboration with Creative Carbon Scotland, UK Independent Artistic association Third Belgrade, RS Jan van Eijck Academy, NL Julie's Bicycle,UK On-the-Move, BE Pollinaria, IT The Swedish Exhibition Agency/ Riksutstallningar, SE Tipping Point, UK Trans Artists, NL Translocal, HU                                               |
| 65  | HU      | Utca-Szak Kulturális Egyesület                                 | Exchange of Community-engaged Theatrical Practices | Associatione stefanoperocco, FR Association Kulturanova, RS Ponte tra Culture soc. Coop., IT Studio Skit Foundation, PL Theater Octopus, DE |
| 66  | IT      | City of Venice                                                 | European Glass Experience | Consorzio Promovetro Murano, IT Fondazione Musei Civici di Venezia, IT Fundación Centro Nacional del Vidrio, ES The Finnish Glass Museum, FI |
| 67  | PL      | Stowarzyszenie Plan B                                          | Match&Fuse - International Community of Musicians | Associazione Culturale Megasound, IT Match&Fuse UK, UK Tofte Management, NO |
| 68  | DE      | CORAX e.V. - Initiative fuer freies Radio                      | CREATIVE APPROACHES TO LIVING CULTURAL ARCHIVES | Central European University - Közép-európai Egyetem, HU Freier Rundfunk Oberösterreich GmbH, AT Near Media Co-op, IE |
| 69  | UK      | Grand Union Music Theatre Ltd (t/a Grand Union Orchestra)      | Work In Progress | Association Ellipse Production, FR Mercado da Cultura, PT |
| 70  | SI      | MINI TEATER- promotion&execution of puppet&theatre performance | "EXPERIMENTAL THEATRE ACADEMY" | DJEČIJE POZORIŠTE REPUBLIKE SRPSKE, BA EESTI RIIKLIK NUKUTEATER - Estonian State Puppet Theatre, EE MALADYPE THEATRE KHE, HU SPLIT CITY PUPPET THEATRE, HR UO Novo Kazalište, HR |
| 71  | PT      | Câmara Municipal de Mação                                      | GestArt – Artistic Gestures revisiting European Artistic diversity and convergence                                                                              | Centro Universitario Europeo per i Beni Culturali, IT Instituto Terra e Memória, PT Junta de Extremadura - Direción General de Patrimonio Cultural, ES Welsh Rock Art Organisation, UK Xunta de Galicia - Parque Arqueolóxico da Arte Rupestre, ES |
| 72  | HU      | Laterna Magica Kulturális és Oktatási Szolgáltató Kft.         | Roots of the European Design | Art Kontakt ONG, AL EURELATIONS E.E.I.G., IT Fresh Films s.r.o., CZ National Network of Romanian Museums, RO Społeczna Akademia Nauk, PL Zasebni neprofitni zavod Suri izobraževanje, umetnost, kultura, SI |
| 73  | DE      | Haus 3, Stadtteilzentrum für Altona e.V.                       | Developing High Quality Street Art Exchanges | Foreningen Karneval i Aalborg, DK Luton Carnival Arts Development Trust/UK Centre f Carnival Art, UK Nyirbátorért Alapitvány, HU |
| 74  | FR      | Union des Théâtres de l'Europe                                 | TERRORismen | Jugoslovensko Dramsko Pozoriste, RS Nationaltheatret, NO Staatstheater Stuttgart/Schauspiel Stuttgart, DE |
| 75  | HR      | Muzej suvremene umjetnosti, Zagreb/Museum of Contemporary Art  | Bauhaus - Networking Ideas and Practice | Akademija likovnih umjetnosti, Sarajevo / Academy of fine arts, BA Loški muzej Škofja Loka / The Museum Škofja Loka, SI Universalmuseum Joanneum GmbH, AT |
| 76  | SE      | ArtAgent                                                       | Visualize the Invisible | Media Artes, MK* Performing Pictures AB, SE Refraction Association, AL |
| 77  | ES      | FUNDACIÓ BLANQUERNA                                            | Religion in the Shaping of European Cultural Identity | MUZEJ KRŠČANSTVA NA SLOVENSKEM, SI Sigtunastiftelsen, SE The University of Edinburgh, UK |
| 78  | DE      | University of Applied Sciences and Arts Hildesheim/Holzminden/ | European Illustrated Glossary for Conservation Terms of Wall Painting and Architectonic Surfaces                                                                | ART AND DESIGN UNIVERSITY CLUJ-NAPOCA, RO Centre Interdisciplinaire de conservation et restauration du patrimoine, FR HRVATSKI RESTAURATORSKI ZAVOD, HR KARABÜK ÜNİVERSİTESİ, TR Universitat Politècnica de València, ES University of Malta, MT |
| 79  | IT      | Regione Toscana                                                | New Renaissance in Europe | Musée National de la Renaissance, FR Patronato de la Alhambra y Generalife, ES Setepés, PT Stowarzyszenie Willa Decjusza / Villa Decius Association, PL |
| 80  | NL      | Stichting Nederlands Letterenfonds                             | Schwob - A European Gateway To The Best Unknown Books | Finnish Literature Society / FiLI Finnish Literature Exchange, FI Institut Ramon Llull, ES Instytut Książki, PL La Société européenne des Auteurs, FR Vlaams Fonds voor de Letteren, BE Wales Literature Exchange, Aberystwyth University, UK |
| 81  | CY      | Center of Performing Arts MITOS                                | SONGS OF MY NEIGHBOURS | Centrum Kultury w Lublinie, PL EUFONIA cooperative socjety, IT Instytut im. Jerzego Grotowskiego, PL |
| 82  | BE      | OKNO                                                           | A Laboratory On The Open Fields | ECOS, FR Nadine, BE Yo-Yo, CZ |
| 83  | UK      | British Council                                                | Unlimited Access | Associação Vo'Arte, PT Croatian Institute for Movement and Dance, HR Onassis Cultural Centre, GR |
| 84  | UK      | Indepen-dance (Scotland) Ltd                                   | INTEGRANCE: Inclusive Dance and Creative Movement | Association pour le Développement de la Danse à Paris, FR Platform-K, BE StopGAP Dance Company, UK |
| 85  | FR      | Association Forum d'Avignon                                    | CATALYSE Culture & Creativity Activates Territories Attractiveness 2013-2014                                                                                    | Bilbao Metropoli-30, ES European Centre for Creative Economy GmbH, DE |
| 86  | FR      | Dynamo théâtre                                                 | "Une Odyssée moderne: Mémoire et devenir des femmes migrantes"                                                                                                  | CLOPOT Humanitarian Foundation, RO Maison des cultures et de la cohésion sociale, BE Troya Genc Cevre Dernegi, TR |
| 87  | ES      | Diputación Provincial de Burgos                                | Mediterranean Ancient THEatres NEtwork | Archaeological Museum of Istria, HR Municipality of Soleto, IT Sociedad para el Desarrollo de la Provincia de Burgos, ES |
| 88  | SI      | Občina Brežice/Municipality Brežice-Slovenia                   | PROMOTING CULTURAL NETWORK SEE AND CONNECTING LOCAL PROJECTS IN SOUTH-EAST EUROPE                                                                               | Centar tradicionalne kulture i umetnosti Kosta Abrašević, RS d.o.o. Stage art, BA Dunavska mreža, HR Zavod za podjetništvo, turizem in mladino, SI |
| 89  | DE      | Theater Titanick GbR                                           | IMAGINE EUROPE | Générik Vapeur, FR MediaLab, NL Soziokulturelles Zentrum naTo e. V., DE Teatr Ósmego Dnia, PL |
| 90  | FI      | Suomen sarjakuvaseura ry                                       | CUNE Comics-in-Residence Programme | Biedrība Grafiskie stāsti, LV Eesti Koomiksiselts, EE Seriefrämjandet, SE |
| 91  | BE      | Transe-en-Danse ASBL                                           | NOS TERRES...réflexions artistiques interculturelles sur les notions d'espace et de temps                                                                       | Compagnie Ngamb'Art, FR Fondazione Mondinsieme, IT |
| 92  | DE      | Deutsches Studentenwerk                                        | European Citizen Campus | Azienda Reg. per il diritto allo studio universitario Padova, IT Centre National des Oeuvres Universitaires et Scolaires, FR Centre Régional des Oeuvres Universitaires et Scolaires, FR Instituto Politéchnico de Viana do Castelo, PT Studentenvoorzieningen Artesis Hogeschool, BE Studentenwerk Freiburg, DE Studentenwerk Karlsruhe, DE Studierendenwerk Mainz, DE Université du Luxembourg, LU |
| 93  | DE      | BüchnerBühne Riedstadt e.V.                                    | Freiheit! Gleichheit! Brüderlichkeit! - Eine Erinnerung an Europa Internationales Theaterprojekt nach 'Dantons Tod' von Georg Büchner                           | Stowarzyszenie Teatralne Teatr Biuro Podrozy, PL Theatergruppe Théâtr'Action, FR |
| 94  | IE      | The Model Arts & Niland Gallery Limited                        | Invisible Violence | ARTIUM Centro-Museo Vasco de Arte Contemporáneo, ES Museum of Contemporary Art, Belgrade, RS |
| 95  | AT      | ad libitum Konzertwerkstatt gGmbH                              | Project Purpur - A European Opera Sound | Ars Ramovš zavod za umetnost, marketing, promocijo in investor, SI Associazione Orchestra Sinfonica „Guido d'Arezzo“, IT Festival Kvarner Association, HR NEO - New European Opera, FR |
| 96  | AT      | Kulturverein Time's Up                                         | Future Fabulators | AltArt Foundation for Alternative Arts, RO Foundation of Aperiodic Mesmerism, BE MITI - Madeira Interactive Technologies Institute – Associação, PT |
| 97  | IT      | IUAV University of Venice                                      | EUROPEAN CULTURE EXPRESSED IN SACRED LANDSCAPES | Cambridge Centre for Landscape and People, UK Faculdade de Ciências Sociais e Humanas de Lisboa, PT InterdisciplinaryCentreforTerritoryRestaurationArchitectu re, IT Royal Institute of Technology, SE |
| 98  | RO      | ZEPPELIN Association                                           | Connected. Things about future, cities and people | EURODITE, RO NORDIC URBAN DESIGN ASSOCIATION, NO Stichting ARCHIS, NL Stiftelsen FARGFABRIKEN, SE |
| 99  | DE      | Zentrum für Kunst und Medientechnologie                        | Participatory Investigation of Public Engaging Spaces | brainz.cz s.r.o., CZ Fundació Privada AAVC, ES International Centre for Art and New Technologies, CZ |
| 100 | PT      | Associação Atelier Concorde                                    | HOST | Blink Giant Media, UK Croxhapox, BE Komplot, BE Stichting Kaus Australis, NL temporarycontemporary / Enclave, UK Triangle France, FR |
| 101 | DE      | Kultur Aktiv e.V.                                              | Transkaukazja - Caucasian trails in Europe | Arts Territory, UK Association Aye Aye V-O, FR Austrian Caucasian Society, AT Oficina da Courela Associação, PT S-Hacek, CZ Stockholm Fringe Fest, SE The Other Space Foundation, PL |
| 102 | UK      | Scottish Storytelling Forum                                    | Seeing Stories - Recovering Landscape Narrative in Urban and Rural Europe                                                                                       | Chille de la Balanza, IT FaculdadeDeCiências Sociais e Humanas-Universidade Nova Lisboa, PT Haus der Märchen und Geschichten e.V., DE Memória Imaterial Cooperativa Cultural, CRL, PT |
| 103 | BE      | 0090 vzw                                                       | European Middle Western Arts | Arcola Theatre Production Company, UK Stichting Productiehuis Rotterdam (Rotterdamse Schouwburg), NL Talimhane Tiyatro ve Gorsel Sanatlar Gosteri Mrk. Dan. Egt., TR |
| 104 | DE      | Goethe-Institut e.V.                                           | IDENTITY.MOVE! Research Platform for Contemporary Dance in the Eastern Belt of the European Union                                                               | Centre for Culture in Lublin (Centrum Kultury w Lublinie), PL Goethe-Institut e.V., PL Obcanske sdruzeni Motus, CZ State School of Dance, GR |
| 105 | ES      | Universidad Carlos III de Madrid                               | Crossing Stages | Associação Cultural Fatias de Cá, PT Çukurova Üniversitesi, TR Fondazione Aida - Teatro stabile di innovazione, IT Teatro Artimbanco, IT Université Paris Diderot, FR |
| 106 | ES      | DIRECCIÓN GENERAL DE POLÍTICAS CULTURALES DE LA JUNTA DE CYL   | EUROPEAN SCENE MARKET | Festival Internacional de Teatro de Expressão Ibérica, CRL, PT ZORONGO, FR |
| 107 | RS      | Jugokoncert, Ustanova za muzicko-scensku delatnost             | No Borders - No Nations. Exhibition and concerts | Koncertna direkcija Zagreb, HR Muzicki centar Crne Gore, ME |
| 108 | UK      | Northamptonshire County Council                                | Changing Tracks | Consortium Transversal, Cultural Activities Network, ES Mayo County Council, IE |
| 109 | HU      | Közelítés Művészeti Egyesület / Approach Art Association       | Private Nationalism | Apartment Project, TR Divus.s.r.o,, CZ Kassák Centre for Intermedia Creativity „K2IC”, SK Közelítés Művészeti Egyesület / Approach Art Association, HU Ostrale, DE SPACE, SK Zsolnay Heritage Management Nonprofit Ltd., HU |
| 110 | DE      | Bürgerhaus Bennohaus - Arbeitskreis Ostviertel e.V.            | “Media Art for Inclusion” | ARR Social Development Association, FI Gellerup TV, DK Inclusive Arts - City of York council, UK |
| 111 | BE      | Pro Materia asbl                                               | Glass is Tomorrow II, Experimenting and Sharing Glass Creativity in Europe                                                                                      | Centre int. de Recherche et Education culturelle et agricole, FR CENTRE INTERNATIONAL D'ART VERRIER, FR EPCC Cité du design / Ecole sup. d'Art et Design Saint- Etienne, FR Royal College of Arts, UK The Glass Factory-Glasmuseet i Boda (tillh. Emmaboda Kommun, SE Vessel Gallery, UK |
| 112 | RS      | INBOX CULTURAL ASSOCIATION                                     | Circus as a way of life | Art Kontakt, AL CapilloTractée ComPagnie, FR City tourist association Varaždin, HR NVO Geto, RS ΘΕΑΤΡΟ ΔΡΟΜΟΥ HELIX, GR |
| 113 | HU      | Pro Progressione Tanácsadó Betéti Társaság                     | Rivers of Europe | IP Tanz, DE Meteorit Festival, SK Polska Fundacja im. Roberta Schumana, PL RABOLD UND CO. / Agentur für Kommunikation und Design, AT Somborski Omladinski Boom , RS Stichting Liberia - Space Theater, NL ДЕРИДА ДЕНС ООД, BG |
| 114 | FR      | Mille Plateaux Associés                                        | Gazing and dancing | Frenák Pál Társulat - Kortárs Táncért Alapítvány, HU Student Centre Zagreb – Culture of Change, HR |

.